# Condado de Fayette (Ohio)

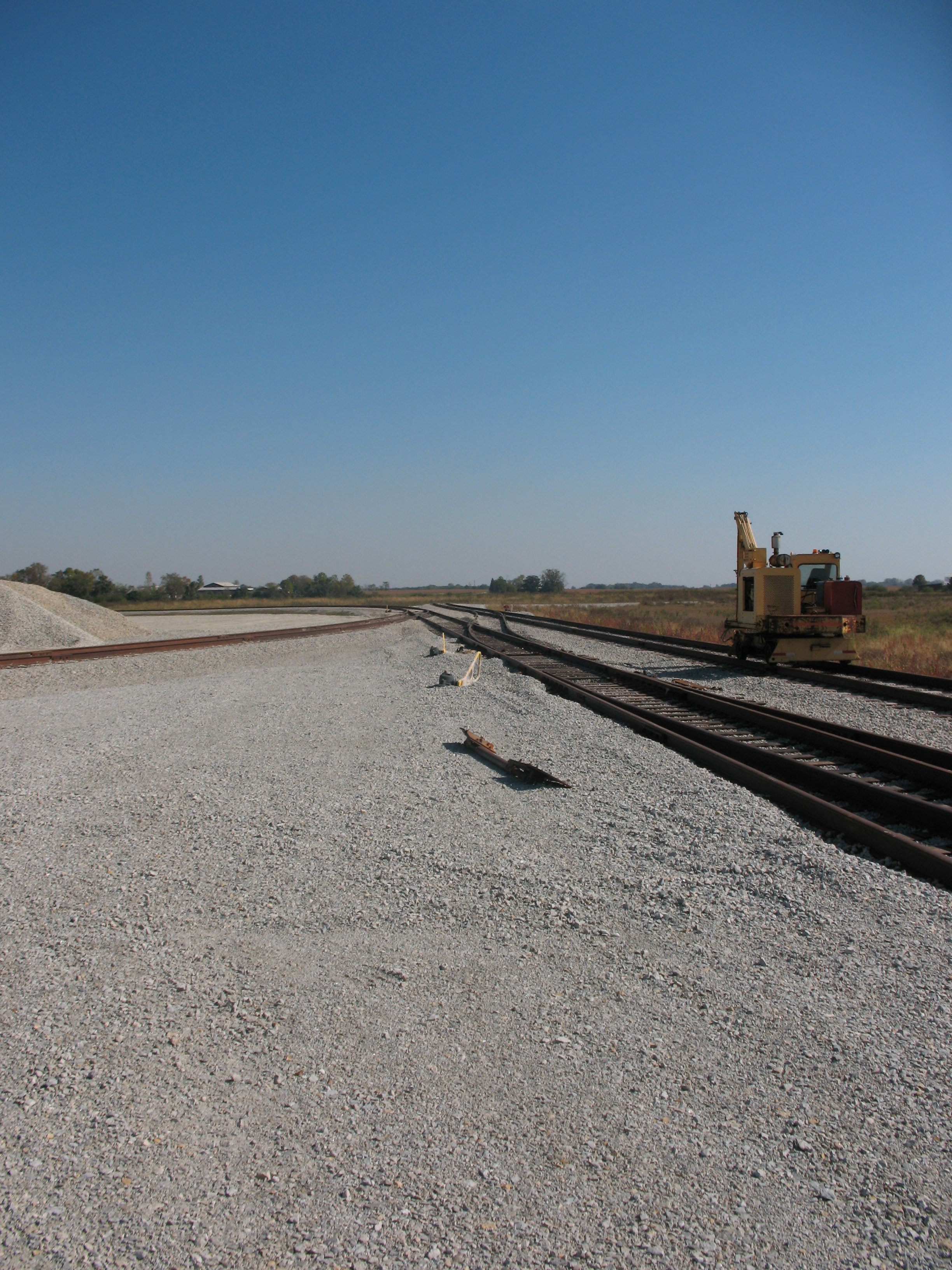
MegaSite del condado de Fayette (JRS)

El condado de Fayette es uno de los 88 condados del Estado estadounidense de Ohio. La sede del condado es Washington Court House, y su mayor ciudad es Washington Court House. El condado posee un área de 1.054 km² (los cuales 1 km² están cubiertos por agua), la población de 28.433 habitantes, y la densidad de población es de 27 hab/km² (según censo nacional de 2000). Este condado fue fundado en 1810.